# Gare de Coignières
Gare de Coignières vasútállomás Franciaországban, Coignières településen.

## Vasútvonalak
Az állomást az alábbi vasútvonalak érintik:
- Párizs–Brest-vasútvonal

## Kapcsolódó állomások
A vasútállomáshoz az alábbi állomások vannak a legközelebb:
- Gare des Essarts-le-Roi (Gare de Brest, Párizs–Brest-vasútvonal, Transilien N)
- Gare de La Verrière (Paris Gare Montparnasse, Párizs–Brest-vasútvonal, Transilien N)